# Pampa El Ángel
Pampa El Ángel es un caserío peruano ubicado en el distrito de Barranca, perteneciente a la provincia homónima del departamento de Lima, en la costa central del Perú. 

## Ubicación
Pampa El Ángel se ubica al oeste de la provincia de Barranca, en el distrito de Barranca, en el departamento de Lima.

## Demografía
En 2017 Pampa El Ángel tenía una población de 282 habitantes.